# Саватій (Козко)
Архієпископ Саватій (у миру — Стефан (Степан) Петрович Козко; 25 вересня 1942, с. Аджамка Кіровоградської області, Україна — 8 липня 2016, Кропивницький) — архієрей Російської Православної старообрядницької Церкви з титулом — архієпископ Київський і всієї України (управляв єпархією з грудня 1993 року; з 17 травня 2005 року — архієпископ).

## Біографія
Народився 25 вересня 1942 року в с. Аджамка Кіровоградської області в українській родині.
У 1968 році закінчив художнє училище декоративно-прикладного мистецтва в місті Вижниця і текстильний технікум у Кіровограді й почав трудову діяльність дизайнером на камвольно-суконному комбінаті Чернігова.
У 1972 році повертається в Кіровоградську область де самостійно вивчає Святе Письмо, основи богослов'я, статут церковної служби.
На початку 1980-х років приєднався до Російської Православної старообрядницької Церкви.
У 1987 році, давши обітницю безшлюбності, був висвячений на священника храму с. Клинці Кіровоградської області.

### Єпископське служіння
Хіротонізований на єпископа в грудні 1993 року на Київську кафедру.
У 2004 році після смерті митрополита Алімпія (Гусєва) розглядався як один з кандидатів на заміщення Московської кафедри.
17 травня 2005 року зведений у сан архієпископа.
Був головою комісія із діалогу з Російською православною церквою, яка в обхід Освяченого Собору була заснована за розпорядженням митрополита Корнилія. Як духівник митрополита Корнилія заборонив йому анафемствувати ніконіанські єресі на Освяченому Соборі 2007 року.[недоступне посилання з 27.01.2023 — історія]
Захоплювався фотографією. Автор персональної фото-виставки «Ностальгія за прекрасним», що пройшла в серпні 2010 року в обласному художньому музеї в Чернівцях.